# 미쇼촌 (야마구치현)
미쇼촌(御庄村)은 야마구치현 구가군에 설치되었던 촌이다. 현재의 이와쿠니시에 해당한다.

## 역사
- 1889년 4월 1일 - 정촌제 시행에 의해 구가군 미쇼촌이 성립하였다.
- 1955년 4월 1일 - 이와쿠니시에 편입, 동일 미쇼촌은 폐지되었다.

## 참고문헌
- 『市町村名変遷辞典』東京堂出版、1990年。